# بيل باول
بيل باول (بالإنجليزية: Bill Powell) هو لاعب كرة قاعدة أمريكي، ولد في 8 مايو 1885 في مقاطعة تايلور في الولايات المتحدة، وتوفي في 28 سبتمبر 1967 في إيست ليفربول في الولايات المتحدة.

## وصلات خارجية
- بيل باول على موقعبيزبول رفرنس.كوم (الدوري الرئيسي) (الإنجليزية)
- بيل باول على موقعبيزبول رفرنس.كوم (الدوري الثانوي) (الإنجليزية)